# Zorro (film 1936)
Zorro (ang. Bold Caballero) – amerykański western z 1936 roku, w reżyserii przez Wellsa Roota na podst. postaci Zorro, stworzonej przez Johnstona McCulleya. Film wyróżnia się tym, że jest pierwszym dźwiękowym i kolorowym filmem z udziałem Zorro (nakręcony na taśmie Magnacolor).

## Obsada
- Robert Livingston – Don Diego Vega / Zorro
- Heather Angel – Lady Isabella Palma
- Sig Ruman – komendant Sebastian Golle
- Ian Wolfe – ksiądz
- Robert Warwick – gubernator Palma
- Emily Fitzroy – przyzwoitka Lady Isabelli
- Charles Stevens – kapitan Vargas
- Walter Long – strażnik
- Ferdinand Munier – ziemianin
- Chris-Pin Martin – wisielec
- Carlos De Valdez – alkad
- Soledad Jiménez – Hinduska